# Jenny-Wanda Barkmann
Jenny-Wanda Barkmann  (30 de mayo de 1922 – 4 de julio de 1946) fue una guardiana de un campo de concentración nazi durante la Segunda Guerra Mundial.
Se cree que pasó su infancia en Hamburgo, Alemania. En 1944 fue destinada al campo de concentración de Stutthof, como guardiana, donde maltrató y torturó a prisioneros, llegando en casos a provocar la muerte. También se encargó de seleccionar mujeres y niños para las cámaras de gas. Era tan severa que las prisioneras la llamaban el "bello espectro".
Barkmann escapó de Stutthof a medida que el Ejército Rojo se aproximaba. Fue arrestada en mayo de 1945 mientras trataba de alejarse de una estación de tren en Gdańsk. Fue acusada en los juicios de Stutthof, donde ella y otras acusadas fueron convictas por sus crímenes en el campo de concentración. Se ha afirmado que se reía durante el juicio, flirteó con sus guardias en la prisión y al parecer arreglaba su peinado mientras se oían los testimonios. Fue encontrada culpable, tras declarar: "La vida es realmente un placer, y los placeres suelen ser breves".
Barkmann fue ejecutada en público por ahorcamiento junto a otras diez acusadas, en Gdańsk el 4 de julio de 1946. Tenía 24 años y fue la primera en ser colgada.